# Leichtathletik-Europameisterschaften 1994/Dreisprung der Männer

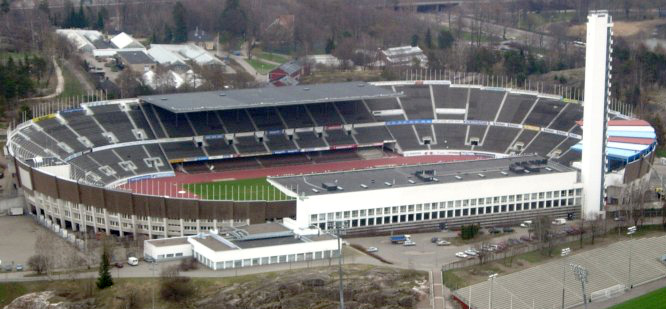
Das Olympiastadion von Helsinki im Jahr 2005

Der Dreisprung der Männer bei den Leichtathletik-Europameisterschaften 1994 wurde am 11. und 13. August 1994 im Olympiastadion der finnischen Hauptstadt Helsinki ausgetragen.
Europameister wurde der Russe Denis Kapustin. Er gewann vor dem Franzosen Serge Hélan. Bronze ging an den Letten Māris Bružiks.

## Bestehende Rekorde
| Weltrekord           | 17,97 m | Willie Banks     | Indianapolis, USA     | 16. Mai 1985    |
| Europarekord         | 17,92 m | Christo Markow   | Rom, Italien          | 31. August 1987 |
| Meisterschaftsrekord | 17,74 m | Leonid Woloschin | EM Split, Jugoslawien | 30. August 1990 |

De r bestehende EM-Rekord wurde bei diesen Europameisterschaften nicht erreicht. Die größte Weite erzielte der russische Europameister Denis Kapustin im Finale bei einem Rückenwind von 0,4 m/s mit 17,62 m, womit er zwölf Zentimeter unter dem Rekord blieb. Zum Europarekord fehlten ihm dreißig, zum Weltrekord 35 Zentimeter.

## Windbedingungen
In den folgenden Ergebnisübersichten sind die Windbedingungen zu den jeweils besten Sprüngen benannt. Der erlaubte Grenzwert liegt bei zwei Metern pro Sekunde. Bei stärkerer Windunterstützung wird die Weite für den Wettkampf gewertet, findet jedoch keinen Eingang in Rekord- und Bestenlisten.

## Legende
Kurze Übersicht zur Bedeutung der Symbolik – so üblicherweise auch in sonstigen Veröffentlichungen verwendet:
| NM  | keine Weite (no mark) |
| ogV | ohne gültigen Versuch |
| x   | ungültig              |

## Qualifikation
11. August 1994
Zwanzig Wettbewerber traten in zwei Gruppen zur Qualifikationsrunde an. Kein Dreispringer übertraf die Qualifikationsweite für den direkten Finaleinzug von 16,80 m. Das mindestens aus zwölf Teilnehmern bestehende Finalfeld rekrutierte sich somit aus den zwölf bestplatzierten Sportlern (hellgrün unterlegt) aus beiden Gruppen. So reichten für die Finalteilnahme schließlich 16,24 m.

### Gruppe A

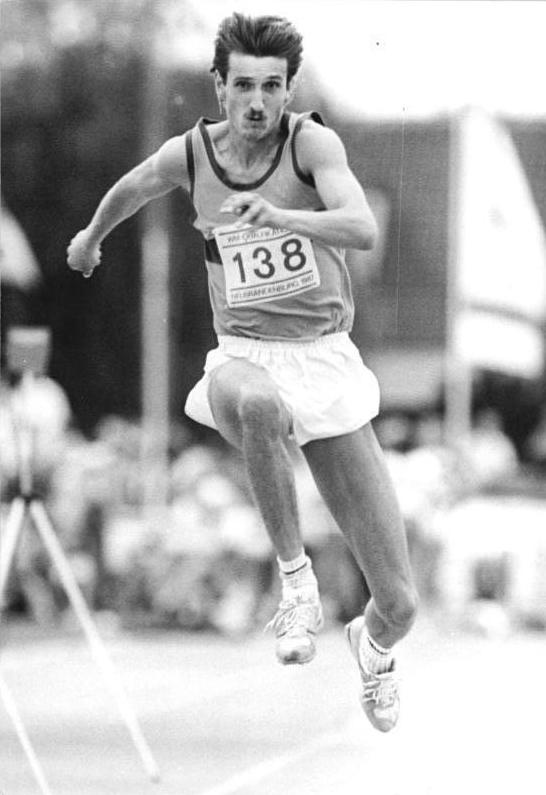
Zwei Zentimeter fehlten Volker Mai, um im Finale dabei zu sein

| Platz | Name                | Nation         | Weite (m) | Wind (m/s) |
| ----- | ------------------- | -------------- | --------- | ---------- |
| 1     | Gennadi Markow      | Russland       | 16,66     | −1,3       |
| 2     | Māris Bružiks       | Lettland       | 16,54     | −0,6       |
| 3     | Zsolt Czingler      | Ungarn         | 16,45     | −1,0       |
| 4     | Georges Sainte-Rose | Frankreich     | 16,43     | −0,5       |
| 5     | Julian Golley       | Großbritannien | 16,41     | +0,6       |
| 6     | Wassili Sokow       | Russland       | 16,38     | +0.1       |
| 7     | Alex Norca          | Frankreich     | 16,23     | −0,1       |
| 8     | Volker Mai          | Deutschland    | 16,22     | +0,3       |
| 9     | Ketill Hanstveit    | Norwegen       | 15,84     | −0,5       |
| 10    | Pierre Andersson    | Schweden       | 15,56     | −0,2       |

### Gruppe B
| Platz | Name                | Nation         | Weite (m) | Wind (m/s) |
| ----- | ------------------- | -------------- | --------- | ---------- |
| 1     | Jonathan Edwards    | Großbritannien | 16,72     | +0,1       |
| 2     | Serge Hélan         | Frankreich     | 16,68     | −0,3       |
| 3     | Denis Kapustin      | Russland       | 16,60     | −0,3       |
| 4     | Audrius Raizgys     | Litauen        | 16,37     | −0,4       |
| 5     | Milan Mikuláš       | Tschechien     | 16,31     | +0,7       |
| 6     | Heikki Herva        | Finnland       | 16,24     | −0,2       |
| 7     | Arne Holm           | Schweden       | 16,21     | −0,8       |
| 8     | Marios Hadjiandreou | Zypern         | 16,07     | −2,5       |
| 9     | Stoyko Tsonov       | Bulgarien      | 15,84     | −1,6       |
| NM    | Francis Agyepong    | Großbritannien | ogV       |            |

## Finale

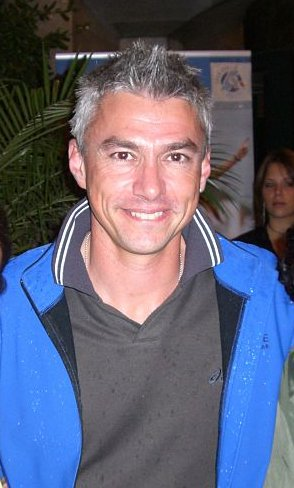
Zu einer Medaille reichte es für Jonathan Edwards auf Platz sechs noch nicht – in der Folgezeit stieg er zu einem der weltbesten Dreispringer auf

13. August 1994
| Platz | Name                | Nation         | Weite (m) | Wind (m/s) | Versuchsserie der Medaillengewinner (m) | Versuchsserie der Medaillengewinner (m) | Versuchsserie der Medaillengewinner (m) | Versuchsserie der Medaillengewinner (m) | Versuchsserie der Medaillengewinner (m) | Versuchsserie der Medaillengewinner (m) |
| Platz | Name                | Nation         | Weite (m) | Wind (m/s) | 1. Versuch                              | 2. Versuch                              | 3. Versuch                              | 4. Versuch                              | 5. Versuch                              | 6. Versuch                              |
| ----- | ------------------- | -------------- | --------- | ---------- | --------------------------------------- | --------------------------------------- | --------------------------------------- | --------------------------------------- | --------------------------------------- | --------------------------------------- |
| 1     | Denis Kapustin      | Russland       | 17,62     | +0,4       | 16,75                                   | 16,77                                   | 16,66                                   | 16,97                                   | 17,17                                   | 17,62                                   |
| 2     | Serge Hélan         | Frankreich     | 17,55     | +0,9       | 16,60                                   | 16,64                                   | 16,28                                   | 17,23                                   | 17,55                                   | 17,03                                   |
| 3     | Māris Bružiks       | Lettland       | 17,20     | +0,7       | 17,12                                   | 17,20                                   | x                                       | x                                       | 17,08                                   | x                                       |
| 4     | Wassili Sokow       | Russland       | 16,97     | +1,5       |                                         |                                         |                                         |                                         |                                         |                                         |
| 5     | Gennadi Markow      | Russland       | 16,89     | +0,6       |                                         |                                         |                                         |                                         |                                         |                                         |
| 6     | Jonathan Edwards    | Großbritannien | 16,85     | +0,5       |                                         |                                         |                                         |                                         |                                         |                                         |
| 7     | Georges Sainte-Rose | Frankreich     | 16,59     | +1,3       |                                         |                                         |                                         |                                         |                                         |                                         |
| 8     | Audrius Raizgys     | Litauen        | 16,59     | +0,8       |                                         |                                         |                                         |                                         |                                         |                                         |
| 9     | Julian Golley       | Großbritannien | 16,35     | +0,6       |                                         |                                         |                                         |                                         |                                         |                                         |
| 10    | Milan Mikuláš       | Tschechien     | 16,29     | +0,4       |                                         |                                         |                                         |                                         |                                         |                                         |
| 11    | Zsolt Czingler      | Ungarn         | 16,21     | +0,7       |                                         |                                         |                                         |                                         |                                         |                                         |
| 12    | Heikki Herva        | Finnland       | 16,08     | +0,5       |                                         |                                         |                                         |                                         |                                         |                                         |

## Videolinks
- 5103 European Track & Field Triple Jump Men Denis Kapustin, www.youtube.com, abgerufen am 2. Januar 2023
- 5099 European Track & Field Triple Jump Men Serge Hélan, www.youtube.com, abgerufen am 2. Januar 2023
- 5087 European Track & Field Triple Jump Men Māris Bružiks, www.youtube.com, abgerufen am 2. Januar 2023
- 5085 European Track & Field Triple Jump Men Jonathan Edwards, www.youtube.com, abgerufen am 2. Januar 2023